# Česká národní fotbalová liga 1982/1983
V soubojích 14. ročníku České národní fotbalové ligy 1981/1982 se utkalo 16 týmů dvoukolovým systémem podzim–jaro.

## Konečná tabulka
Zdroj: 
| Poř. | Tým                           | Z  | V  | R  | P  | VG | OG | B  |
| ---- | ----------------------------- | -- | -- | -- | -- | -- | -- | -- |
| 1.   | TJ Sklo Union Teplice         | 30 | 19 | 5  | 6  | 54 | 30 | 43 |
| 2.   | TJ TŽ Třinec                  | 30 | 19 | 2  | 9  | 54 | 30 | 40 |
| 3.   | TJ Auto Škoda Mladá Boleslav  | 30 | 13 | 8  | 9  | 36 | 29 | 34 |
| 4.   | TJ LIAZ Jablonec nad Nisou    | 30 | 13 | 8  | 9  | 47 | 50 | 34 |
| 5.   | TJ DP Xaverov                 | 30 | 12 | 8  | 10 | 50 | 50 | 32 |
| 6.   | TJ VOKD Poruba                | 30 | 14 | 3  | 13 | 44 | 39 | 31 |
| 7.   | TJ Škoda Plzeň                | 30 | 12 | 6  | 12 | 42 | 42 | 30 |
| 8.   | TJ VTŽ Chomutov               | 30 | 10 | 10 | 10 | 36 | 41 | 30 |
| 9.   | TJ Dynamo České Budějovice    | 30 | 11 | 7  | 12 | 45 | 39 | 29 |
| 10.  | TJ VP Frýdek-Místek           | 30 | 12 | 5  | 13 | 31 | 27 | 29 |
| 11.  | TJ Železárny Prostějov        | 30 | 9  | 11 | 10 | 32 | 35 | 29 |
| 12.  | TJ Vagonka Česká Lípa         | 30 | 11 | 6  | 13 | 40 | 40 | 28 |
| 13.  | TJ Gottwaldov                 | 30 | 9  | 10 | 11 | 27 | 35 | 28 |
| 14.  | TJ ŽD Bohumín                 | 30 | 11 | 5  | 14 | 27 | 32 | 27 |
| 15.  | TJ Spartak ZVÚ Hradec Králové | 30 | 6  | 9  | 15 | 29 | 41 | 21 |
| 16.  | TJ Slovan Elitex Liberec      | 30 | 6  | 3  | 21 | 22 | 56 | 15 |

Poznámky:
- Z = Odehrané zápasy; V = Vítězství; R = Remízy; P = Prohry; VG = Vstřelené góly; OG = Obdržené góly; B = Body

|  | 1. československá fotbalová liga 1983/1984 |
|  | Sestup do II. ČNFL 1983/1984               |

## Soupisky mužstev

### TJ Sklo Union Teplice
Vladimír Počta (24/0),
Zdeněk Zacharda (6/0) –
Miroslav Bubeník (20/0),
Karel Bubla (13/0),
Vlastimil Calta (7/3),
Jiří Douda (15/0),
František Franke (29/2),
Vratislav Havlík (3/0),
Ladislav Hladík (2/0),
Vlastimil Holub (3/0),
Pavel Klouček (22/10),
Stanislav Koller (29/5),
Zdeněk Kropáč (7/0),
Josef Latislav (23/4),
Jiří Maliga (23/1),
Jaroslav Melichar (30/8),
Petar Novák (10/5),
Jiří Pluhovský (2/0),
Antonín Rosa (7/3),
Zdeněk Slowik (19/0),
Petr Stibor (1/0),
Miloslav Tichý (18/2),
Petr Uličný (1/0),
Josef Valkoun (3/0),
František Weigend (30/2),
Josef Wunsch (16/0),
Tomáš Zahradník (20/6) –
trenér František Cerman, asistent Jaromír Mixa

### TJ TŽ Třinec
Ivo Kopka (22/0),
Jiří Vitula (10/0) –
Břetislav Czudek (28/1),
Tibor Daňo (1/0),
Zdeněk Dembinný (28/11),
Ivan Gábor (15/10),
Zdeněk Jurček (29/4),
Josef Kejmar (3/0),
Jaroslav Kekely (28/0),
Petr Kendzior (6/0),
Stanislav Kluz (17/0),
Miroslav Kořistka (23/0),
Marián Krajčovič (30/6),
Jan Matuštík (10/0),
Miroslav Mlejnek (21/0),
René Pastorek (18/2),
Stanislav Pecha (13/3),
Konštantín Šimo (25/2),
Dušan Šrubař (30/7),
Richard Veverka (8/0),
Vladimír Vojténi (4/0),
Rostislav Vybíral (9/0),
Petr Zajaroš (4/0) –
trenér Emil Kunert

### TJ Auto Škoda Mladá Boleslav
Miroslav Stárek (23/0),
Radim Straka (7/0) –
Aleš Bažant (24/0),
Ladislav Bobek (22/2),
Jaroslav Danda (16/4),
Ivo Hanzal (24/2),
Miroslav Horáček (3/0),
Pavel Karoch (24/0),
Pavel Klain (5/0),
Petr Kostecký (1/0),
Jaroslav Kotek (27/2),
Ľudovít Krutil (20/1),
Jiří Kříž (21/1),
Radovan Loužecký (11/1),
Zdeněk Mikuš (26/3),
Ladislav Prostecký (24/2),
Jaroslav Rybák (18/3),
Karel Tichý (24/4),
Josef Vinš (22/8),
Petr Vrabec (28/3) –
trenér Petr Polák, asistent Jan Plachý

### TJ LIAZ Jablonec nad Nisou
Miloš Pavlů (6/0),
Miroslav Pelta (4/0),
Milan Švenger (20/0) –
Vladimír Brůna (6/0),
Miroslav Čížek (2/0),
Leoš Čurda (5/0),
Vlastimil Farkaš (6/0),
Miroslav Fedák (2/0),
Josef Hanák (9/4),
Zbyněk Houška (28/7),
Vratislav Chaloupka (13/1),
Zdeněk Klucký (27/2),
Antonín Král (15/0),
Heřman Kubín (1/0),
Luděk Kulhánek (15/4),
Michal Matějíček (1/0),
Jaroslav Petrtýl (15/0),
Jaroslav Pospíšil (16/1),
Jiří Šidák (25/3),
Vladimír Tábor (17/6),
Jiří Tupec (29/6),
Jiří Tymich (11/2),
Luboš Urban (12/0),
Ivan Valo (12/0),
Aleš Vavruška (1/0),
Zdeněk Vlček (29/6),
Jan Vodňanský (28/4),
Milan Zálešák (15/0) –
trenér Jan Musil, asistent Luboš Šrejma

### TJ DP Xaverov Horní Počernice
Petr Petřík (2/0),
Petr Skála (29/0) –
Jindřich Bůžek (22/0),
Eduard Helešic (1/0),
Dušan Herda (21/11),
Josef Houdek (15/3),
Zdeněk Hřebejk (30/3),
Jiří Chalupa (11/0),
Jan Jarkovský (14/0),
Jiří Kotek (23/2),
Josef Krejča (28/2),
Karel Mastník (27/1),
Miroslav Pavlov (13/2),
Petr Pecka (29/11),
Miloslav Pohunek (1/0),
Jiří Rosický (29/6),
Karel Roubíček (20/2),
Josef Spilka (13/1),
Tomáš Stránský (3/0),
Rudolf Svoboda (11/0),
Zdeněk Volek (3/0) –
trenér Bohumil Musil, asistent Josef Piskáček

### TJ VOKD Poruba
Karel Dluhoš (10/0),
Jan Laslop (20/0),
Jiří Richter (2/0) –
Pavel Dlouhý (28/2),
Ladislav Hahn (16/4),
Jan Kouřil (7/2),
Petr Krotki (27/1),
Aleš Laušman (13/1),
Rostislav Lhoťan (17/4),
Karel Mrázek (16/3),
Josef Nedabýlek (20/2),
Petr Nesrsta (27/7),
Jiří Pála (23/2),
Leonidas Pavlidis (24/8),
Rostislav Sionko (5/0),
Pavel Sláma (30/1),
Václav Smoček (27/3),
Martin Stanko (3/0),
Miroslav Světlík (6/0),
Milan Škultéty (4/0),
Lubomír Václavek (26/0),
Milan Vyhlídal (14/0),
Jiří Žíla (18/3) –
trenér František Šindelář, asistent Zdeněk Spusta

### TJ Škoda Plzeň
Josef Čaloun (27/0),
Jiří Krbeček (3/0) –
Miroslav Anton (3/0),
Jaromír Belšán (4/0),
Bohumír Bláha (1/0),
Antonín Dvořák (29/5),
Josef Felegy (4/0),
Milan Forman (17/2),
Jan Homola (30/7),
Jiří Chvojka (29/0),
Bohuslav Kalabus (14/0),
Václav Kalouš (3/0),
Josef Kohout (10/0),
Josef Kovačič (27/7),
Eduard Kubata (28/5),
Vítězslav Lavička (15/4),
Petr Mužík (4/0),
Miloslav Paul (21/3),
Václav Pešek (9/0),
Jindřich Pfeifer (12/1),
Jiří Ruš (20/1),
Roman Sokol (28/4),
Jan Svoboda (28/1),
Milan Šlapák (2/0) –
trenér František Plass, asistent Václav Kořínek

### TJ VTŽ Chomutov
Zdeněk Daněk (6/0),
Josef Paták (7/0),
Václav Vrabec (17/0) –
Zdeněk Buryánek (4/0),
Lórant Csölle (4/0),
Stanislav Focht (11/0),
Pavel Hanuš (19/0),
Jaroslav Holan (15/0),
Vladimír Kocourek (14/3),
Jiří Kubík (9/1),
Jiří Kudela (23/0),
Jan Mackal (21/2),
Václav Majer (6/0),
Miroslav Pavlov (14/1),
Zdeněk Pichner (30/2),
Jan Pitel (27/1),
Josef Raška (29/5),
František Sás (24/4),
Václav Senický (26/5),
Karel Svoboda (23/3),
Milan Šíp (28/8),
Zdeněk Urban (18/0),
Jiří Weitz (4/1),
Jiří Záruba (2/0) –
trenér Michal Jelínek, asistent Jaroslav Kolář

### TJ Dynamo JČE České Budějovice
Roman Havlíček (6/0),
André Houška (11/0),
Václav Mikšíček (1/0),
Jaromír Šticha (13/0) –
Michal Botlík (13/0),
Zdeněk Čadek (24/3),
Ladislav Fojtík (24/5),
Jan Franc (3/0),
Josef Frydrych (4/0),
Jaroslav Holý (26/8),
Vlastimil Jarolím (5/1),
Josef Jodl (23/1),
Bohuslav Klivanda (9/0),
Václav Korejčík (23/2),
Jiří Kotrba (20/3),
Josef Koudelka (14/1),
Dušan Kuba (29/8),
Václav Litvan (11/0),
Karel Melka (29/0),
Jiří Orlíček (23/3),
Marian Pavlov (1/0),
Zdeněk Peclinovský (5/0),
Zdeněk Procházka (15/10),
Pavel Tobiáš (26/0),
Zdeněk Trněný (15/0) –
trenér Karel Přenosil, asistent František Bauer

### TJ VP Frýdek-Místek
Svatopluk Schäfer (30/0/13) –
Jiří Brumovský (25/4),
Josef Čermák (24/0),
Radim Černoch (15/1),
Jaroslav Dobýval (13/0),
Josef Foks (20/2),
Pavel Hajný (26/2),
František Kadlček (29/8),
Zdeněk Klepáč (15/0),
Emil Krajčík (24/1),
Jaroslav Křiva (14/1),
Jiří Novák (5/0),
Miroslav Onufer (28/2),
Petr Pinkas (2/0),
Pavel Poštulka (17/0),
Jaroslav Řezáč (1/0),
Josef Sláma (17/3),
Miroslav Smetana (14/3),
Ivo Smištík (1/0),
Pravoslav Sukač (19/2),
Jaromír Šeděnka (30/0),
Josef Vančo (9/2),
Bohuslav Zimný (2/0) –
trenér Ján Zachar, asistent Ján Barčák

### TJ Železárny Prostějov
Jiří Dostál (6/0),
Miroslav Hodina (24/0) –
František Bednařík (10/1),
Michal Čermák (29/1),
Jindřich Dvořák (1/0),
Petr Hájek (18/1),
Zdeněk Jareš (20/2),
Jaroslav Kirchner (2/1),
Miloš Krupička (27/0),
Luboš Kučerňák (29/6),
Vladimír Kusko (4/0),
Luděk Lošťák (29/5),
Ivo Matoušek (20/0),
Josef Mezlík (23/2),
Milan Nekuda (15/1),
Josef Pospíšil (28/5),
Ladislav Rosskohl (19/4),
Pavel Růžička (25/0),
Miroslav Vozňák (17/2),
Bohumil Zemánek (30/2) –
trenér Vladimír Mokrohajský, asistent Jiří Nenal

### TJ Vagónka Česká Lípa
Jan Dvořák (9/0),
Pavel Jandač (7/0),
František Zlámal (15/0) –
Jiří Bečvařík (30/0),
Zdeněk Brejcha (15/4),
Miroslav Dvořák (16/0),
Miroslav Halgaš (27/0),
Dušan Herda (6/4),
Pavel Hora (23/5),
Radislav Houška (30/3),
Stanislav Kouřil (23/4),
Jaroslav Kurej (28/8),
Pavel Medynský (21/1),
Zdeněk Nývlt (29/2),
Igor Pintér (30/5),
Zdeněk Poláček (10/0),
Pavel Rusinko (17/0),
Petr Slavík (23/1),
Pavel Soukup (17/1),
Jiří Stejskal (1/0),
Michal Suchiak (3/0),
Petr Šanda (20/0),
Josef Vápeník (8/2) –
trenér František Žůrek, asistent Josef Vápeník

### TJ Gottwaldov
Alois Máčala (20/0),
Jan Musil (15/0) –
Ivan Blaha (30/0),
Miroslav Bureš (15/4),
Bronislav Cibulka (16/0),
Ludevít Grmela (27/0),
Karel Kroupa (12/3),
Zdeněk Lorenc (30/4),
Radek Novák (27/2),
Lubomír Odehnal (5/1),
Bohumil Páník (27/1),
Petr Podaný (25/2),
Jan Staroba (2/0),
Luboš Stockenger (7/0),
Vladimír Straka (13/4),
Jiří Strnad (3/0),
František Stružka (3/0),
Zdeněk Školoudík (29/1),
Milan Vdovjak (20/1),
Miroslav Vybíral (26/1),
Miroslav Žůrek (15/0),
Zdeněk Žůrek (7/0) –
trenér Jan Fábera a Jaroslav Jugas

### TJ ŽD Bohumín
Miloš Bartoš (3/0),
Milan Odehnal (25/0) –
Vladimír Baslík (1/0),
Miroslav Elko (6/0),
Karel Franek (30/0),
Zdeněk Fries (24/0),
Jiří Hudeček (24/1),
Radim Keler (24/2),
Petr Kokeš (27/5),
Josef Kotoulek (16/0),
Miroslav Kramář (10/0),
Miroslav Krátký (3/0),
Ladislav Kubica (25/4),
Zdeněk Mikšík (2/0),
Josef Mydlo (20/1),
Jiří Salapatek (27/1),
Miroslav Strakoš (13/0),
Vladimír Škola (18/3),
Jiří Šrámek (28/7),
Pavel Štefanka (6/2),
Rudolf Tandler (16/0),
Oldřich Téma (5/1),
Petr Urban (15/0) –
trenér Zdeněk Šajer, asistent Milan Šebesta

### TJ Spartak ZVÚ Hradec Králové
Jiří Janda (11/0),
Josef Ostrožlík (1/0),
Zdeněk Votruba (18/0) –
Miroslav Bartoněk (8/1),
Pavel Bergman (4/1),
Alexandr Černý (14/0),
Jiří Finger (2/0),
Milan Frýda (3/0),
Jiří Hajský (12/2),
Zbyněk Hejzlar (20/0),
Jaroslav Hůlka (25/2),
Václav Chudoba (4/1),
Václav Kárník (1/0),
Josef Kaufman (15/1),
Jiří Klička (15/3),
Václav Kotal (10/1),
Gustav Křovák (27/1),
Luboš Kubík (13/0),
Ivo Lubas (9/3),
Rostislav Macháček (10/0),
Pavel Matějka (14/4),
Jan Michálek (4/1),
Vladimír Mráz (3/0),
Jaroslav Mudruňka (11/0),
Luděk Pečenka (23/3),
Jaroslav Pisoň (7/0),
Richard Polák (14/0),
Miroslav Rozdolský (8/1),
Pavel Syrovátka (1/0),
Miroslav Švadlenka (22/0),
Milan Ujec (24/1),
Richard Veverka (6/0),
Roman Vicány (24/4) –
trenér Ladislav Moník (od jara Milan Šmarda), asistent Ladislav Porada (od jara Zdeněk Krejčí)

### TJ Slovan Elitex Liberec
Jindřich Havrda (1/0),
Antonín Kudláček (7/0),
Karel Studený (22/0),
Radek Suchý (3/0) –
Luboš Bárta (1/0),
Ladislav Beneš (17/3),
Zdeněk Cmunt (17/0)
Petr Čermák (11/0),
Jaroslav Derco (27/0),
Pavel Dolák (9/0),
Jiří Doležal (11/2),
Jaromír Hartych (4/0),
Petr Hocke (21/1),
Pavel Jirouš (21/3),
Jiří Komárek (7/0),
Karel Krátký (2/1),
Jan Nechvilka (2/0),
Miloš Novotný (23/0),
Jiří Petržílek (5/0),
Josef Petřík (24/0),
František Pokorný (6/2),
Zdeněk Schovánek (18/4),
Petr Šísler (1/0),
Luboš Šmída (24/2),
Jiří Štol (24/2),
Milan Ulihrach (1/0),
Jaroslav Vodička (1/0),
Petr Vojíř (9/0),
Pavel Walter (26/4),
Petr Záleta (29/0),
Roman Zeidler (4/0),
Jan Zelenka (4/0) –
trenér Arnošt Tušer, asistent Vladimír Hábl